# Ukryte pragnienia
Ukryte pragnienia (ang. Stealing Beauty) – brytyjsko-francusko-włoski dramat filmowy z 1996 roku w reżyserii Bernardo Bertolucciego.

## Fabuła
Po samobójczej śmierci matki dziewiętnastoletnia Amerykanka Lucy Harmon udaje się do Włoch, aby rozwikłać zagadkę pozostawioną w pamiętniku zmarłej. Trafia do urokliwej toskańskiej willi, w której letni odpoczynek spędza w gronie wyrafinowanych intelektualistów i estetów. To włoskie lato ma przynieść jej utratę niewinności.

## Obsada
- Liv Tyler – Lucy Harmon
- Joseph Fiennes – Christopher Fox
- Jeremy Irons – Alex Parrish
- Sinéad Cusack – Diana Grayson
- Donal McCann – Ian Grayson
- Rebecca Valpy – Daisy Grayson
- Jean Marais – pan Guillaume
- Rachel Weisz – Miranda Fox
- D. W. Moffett – Richard Reed
- Carlo Cecchi – Carlo Lisca
- Jason Flemyng – Gregory
- Anna Maria Gherardi – Chiarella Donati
- Ignazio Oliva – Osvaldo Donati
- Stefania Sandrelli – Noemi
- Francesco Siciliano – Michele Lisca
- Mary Jo Sorgani – Maria
- Leonardo Treviglio – porucznik
- Alessandra Vanzi – Marta
- Roberto Zibetti – Niccolò Donati[3]

## Produkcja
Zdjęcia kręcono latem 1995 roku w Toskanii, w Sienie i okolicach (m.in. zamek Brolio w San Regolo).